# Actinote rufina
Actinote rufina is een vlinder uit de familie van de Nymphalidae. De wetenschappelijke naam van de soort is voor het eerst geldig gepubliceerd in 1917 door Charles Oberthür. De soort komt voor in de Andes van Ecuador en Peru.